# Jang Dong-gun
Đây là một tên người Triều Tiên, họ là Jang.
Jang Dong-gun (sinh ngày 7 tháng 3 năm 1972) là một nam diễn viên người Hàn Quốc. Anh nổi tiếng với vai chính trong các bộ phim như Friend, Phẩm giá quý ông và Cờ Thái cực giương cao.
Anh cũng là một trong những diễn viên và ngôi sao quảng cáo có thù lao cao nhất ở Hàn Quốc khi liên tục đứng đầu trong các cuộc khảo sát bởi những người trong ngành cùng các tạp chí, tờ báo lớn có uy tín khác.

## Tiểu sử
Jang Dong-gun lớn lên ở quận Yongsan, Seoul và sau đó tiếp tục học tại Trường Sân khấu Nghệ thuật Quốc gia Hàn Quốc, mặc dù anh đã bảo lưu kết quả học tập trước khi lấy được bằng.

## Sự nghiệp

### 1992–2003: Khởi đầu và đột phá
Jang Dong-gun gia nhập làng giải trí trong một cuộc thi tài năng vào năm 1992. Anh bắt đầu bằng việc tham gia các bộ phim truyền hình như Iljimae, The Last Match, đóng chung với Shim Eun-ha, và cuối cùng anh đã ra mắt trong bộ phim Repechage (1997) cùng với Kim Hee-sun.
Vào những năm cuối 1990, anh đã trở nên khá nổi tiếng ở Hàn Quốc, nhưng anh cũng trở thành một trong những ngôi sao Hàn Quốc đầu tiên thu hút được một người hâm mộ ở các khu vực khác của châu Á, sau khi một số bộ phim truyền hình của anh được chiếu ở đó vào những năm cuối 1990. Năm 1999, sau khi đóng vai chính trong bộ phim phê bình nổi tiếng Nowhere to Hide với tư cách là đối tác trẻ của Park Joong-hoon, Jang Dong-gun đã chuyển sang đóng vai chính trong một bộ phim được quay ở Thượng Hải. Với tựạ đề Anarchists, câu chuyện về năm kẻ khủng bố trẻ tuổi từ những năm 1930 của Trung Quốc đã giúp tên tuổi của anh lên một tầm cao mới.
Đột phá của Jang Dong-gun xuất hiện vào đầu năm 2001 trong Friend, đã phá vỡ kỷ lục phòng vé do Shiri thiết lập trước đó để trở thành bộ phim Hàn Quốc ăn khách nhất mọi thời đại. Sau khi đóng vai anh chàng tốt bụng trong hầu hết các vai diễn trước đây, vai diễn của một tay xã hội đen khó tính đến từ Busan đã đưa anh trở thành một ngôi sao hạng B.

### 2004–2011: Sự nổi tiếng ở nước ngoài và ra mắt tại Hollywood
Năm 2004, Jang Dong-gun đảm nhận vai chính trong Taegukgi của Kang Je-gyu, một bộ phim sử thi về tình cảm gia đình và sự gắn bó giữa hai anh em trong cuộc Chiến tranh Triều Tiên. Bộ phim đã phá vỡ kỷ lục của Friend với 11 triệu vé đáng kinh ngạc được bán. Đến thời điểm này, tên của Jang Dong-gun đã được biết đến rộng rãi trên khắp Châu Á.
Jang Dong-gun tiếp nối điều này với Vô cực, một sản phẩm trị giá 30 triệu USD châu Á của đạo diễn người Trung Quốc, Trần Khải Ca trong đó anh đóng cùng với ngôi sao Hồng Kông, Trương Bá Chi. Trong khi đó, anh được chọn vào Typhoon trong vai một cướp biển thời hiện đại, người đã bị cả Bắc và Nam Triều Tiên phản bội. Được đạo diễn bởi Kwak Kyung-taek của Friend, Typhoon đã lập kỷ lục mới vào năm 2005 với ngân sách sản xuất cao nhất trong lịch sử điện ảnh Hàn Quốc ở mức 15 triệu USD.
Trong bốn năm tiếp theo, Jang Dong-gun giữ một vị trí thấp trong lĩnh vực giải trí Hàn Quốc khi anh làm việc trong bộ phim Hollywood đầu tay, The Warrior's Way, với sự tham gia của Kate Bosworth và Geoffrey Rush. Bộ phim gặp vấn đề với hậu kỳ và phân phối, và chỉ được phát hành vào năm 2010.

Anh trở lại màn bạc năm 2009 với vai nguyên thủ quốc gia trẻ nhất (và đủ điều kiện nhất) trong bộ phim hài Good Morning, President của đạo diễn Jang Jin.

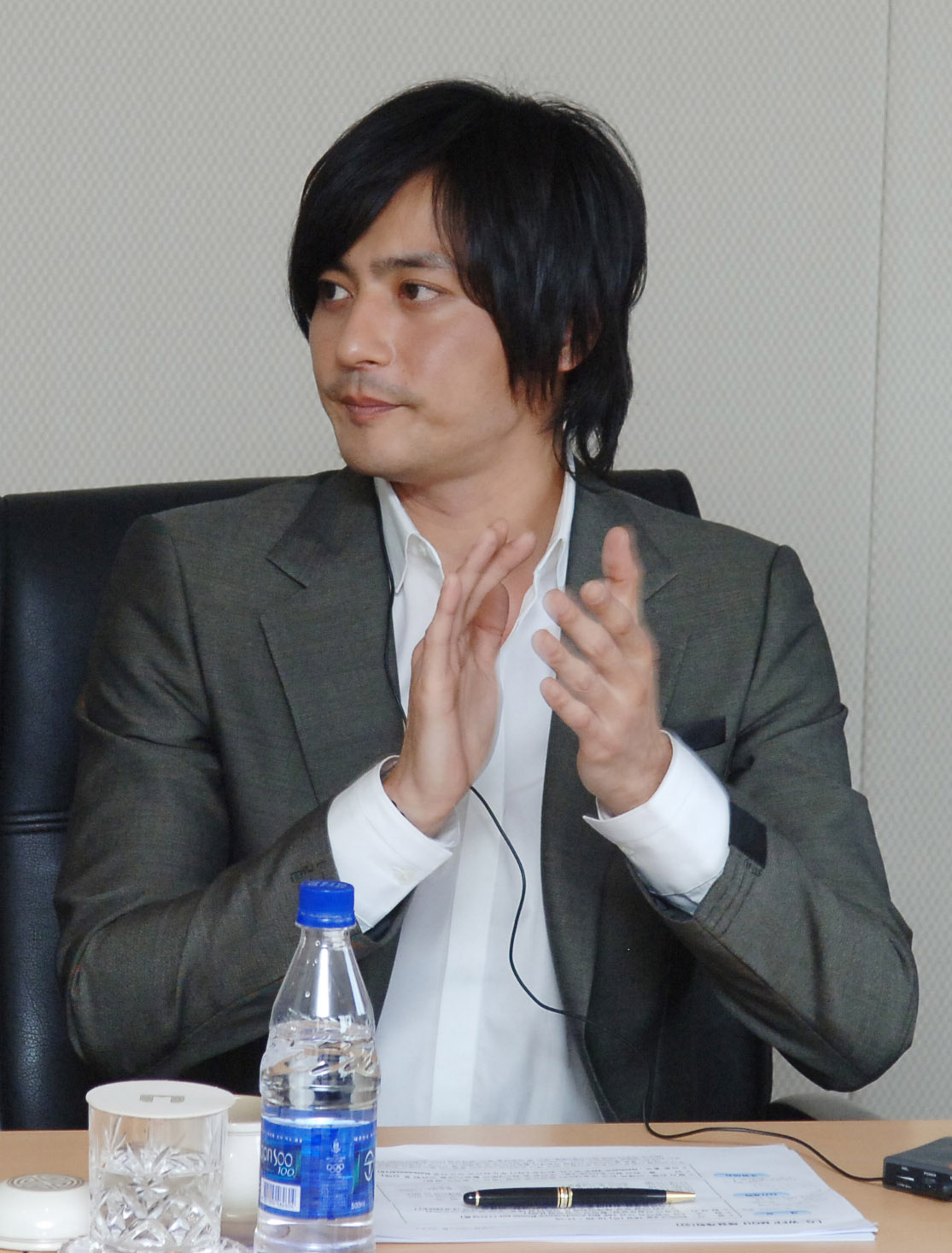
Jang Dong-gun vào ngày 16 tháng 4 năm 2009

Anh tái hợp với đạo diễn Kang Je-gyu trong My Way, một bộ phim lấy bối cảnh Thế chiến II dựa trên câu chuyện có thật về một người lính Triều Tiên được quân đội Nhật huấn luyện và cuối cùng có mặt tại Trận chiến Normandy. Một sự hợp tác quy mô lớn, đầy tham vọng ở châu Á với sự tham gia của nam diễn viên người Nhật Bản, Joe Odagiri và nữ diễn viên Trung Quốc, Phạm Băng Băng, My Way là bộ phim Hàn Quốc đắt nhất cho đến nay (với kinh phí ước tính 28 tỷ KRW), nhưng mặc dù được phát hành đồng thời Hàn Quốc và Nhật Bản vào tháng 12 năm 2011, bộ phim đã thất bại tại nhiều phòng vé.

### 2012–nay: Trở lại truyền hình
Jang Dong-gun trở lại màn ảnh nhỏ trong Phẩm chất quý ông, nói rằng anh đã bị cuốn hút vào câu chuyện hài lãng mạn về những người đàn ông 40 tuổi đang vật lộn để lớn lên và hàn gắn và tạo nên mối quan hệ lâu dài. Sau khi bộ phim kết thúc, Jang Dong-gun và bạn diễn Kim Min-jong đã đến thăm những người tị nạn ở Cộng hòa Congo trong chuyến đi truyền giáo do UNICEF, UNHCR và Chương trình Lương thực Thế giới tài trợ. Bộ phim đã được phát sóng trên chương trình truyền hình phim tài liệu Hope TV của SBS.
Bộ phim Dangerous Liaisons năm 2012 của anh là bộ phim Trung Quốc chuyển thể từ tác phẩm kinh điển văn học Pháp vào năm 1930 tại Thượng Hải, do Hur Jin-ho đạo diễn, đóng chung với Chương Tử Di và Trương Bá Chi.
Jang Dong-gun tiếp theo đóng vai chính trong No Tears for the Dead, một phim kinh dị hành động của đạo diễn Lee Jeong-beom. Anh đóng vai một tay súng người Mỹ gốc Hàn, người cảm thấy mâu thuẫn về việc giết mục tiêu cuối cùng của mình (do Kim Min-hee thủ vai).
Năm 2015, Jang Dong-gun được chọn tham gia bộ phim Seven Years of Night, một phim kinh dị trả thù dựa trên cuốn tiểu thuyết cùng tên của Jung Yoo-jung. Anh vào vai một nhân vật trả thù kẻ giết con gái mình, bằng cách giết chết con trai của kẻ thù. Bộ phim được công chiếu vào năm 2018.
Năm 2016, Jang Dong-gun đã tham gia bộ phim truyền hình Trung Quốc đầu tiên của mình, Once Loved You, Distressed Forever cùng với nữ diễn viên Đường Nghệ Hân. Sau đó, anh được chọn tham gia bộ phim kinh dị gián điệp VIP, được công chiếu vào năm 2017.
Jang Dong-gun trở lại màn ảnh nhỏ sau 5 năm, đóng vai chính trong bộ phim làm lại của Hàn Quốc từ bộ phim truyền hình hợp pháp nổi tiếng của Mỹ, Suits (2018). Cùng năm đó, Jang Dong-gun đóng vai chính trong bộ phim hành động Zombie thời kỳ Joseon của đạo diễn Kim Sung-hoon - Rampant cùng với người bạn thân Hyun Bin.
Năm 2019, Jang Dong-gun tham gia vào bộ phim giả tưởng Biên niên sử Arthdal cùng với Song Joong-ki và Kim Ji-won.

## Đời tư
Là một tín đồ Phật giáo, Jang Dong-gun cho biết lần đầu tiên anh khám phá tôn giáo này là khi anh nhập viện lúc còn học trung học và sau khi trải qua một ca phẫu thuật ngực do anh bị chấn thương trong một lần nô đùa với bạn bè khi đã học đến bậc cao đẳng.
Anh từng có niềm đam mê bóng chày và là thành viên của đội bóng chày nghiệp dư nổi tiếng "Playboys" cùng với các ngôi sao đương đại như Lee Jong-hyuk, Hyun Bin, Kim Seung-woo, Hwang Jung-min, Ji Jin-hee và các diễn viên khác.
Vào tháng 11 năm 2009, Jang Dong-gun đã gây bất ngờ cho công chúng khi anh công khai chuyện tình cảm lãng mạn 2 năm với Go So-young. Kể từ khi đóng chung với nhau trong bộ phim Gió thổi khúc tình yêu năm 1999, những tin đồn hẹn hò của cặp đôi Jang Dong-gun và Go So-young đã lan truyền khá nhiều lần trong quá khứ, nhưng cả hai đã liên tục phủ nhận. Thông báo ngay lập tức làm dấy lên suy đoán về một cuộc hôn nhân sắp xảy ra mặc dù mãi đến tháng 3 năm 2010, Jang Dong-gun mới chính thức nói với người hâm mộ của mình tại một cuộc họp fan hâm mộ rằng anh sẽ kết hôn với Go So-young vào tháng 5. Sau khi truyền thông đưa tin về đám cưới của họ, hai người đã kết hôn vào ngày 2 tháng 5 năm 2010 trong một lễ cưới xa hoa tại Khách sạn Shilla ở Seoul. Lễ cưới của cặp đôi có sự tham gia của đông đảo bạn bè là những ngôi sao điện ảnh hạng A, đông đảo phóng viên và người hâm mộ nổi tiếng từ khắp nơi trên thế giới.
Hiện tại cặp vợ chồng có hai con: một con trai (chào đời vào năm 2010), một con gái (chào đời vào năm 2014).

## Danh mục phim

### Phim điện ảnh
| Năm  | Tựa đề                   | Vai                |
| ---- | ------------------------ | ------------------ |
| 1997 | Repechage                | Min-gyu            |
| 1997 | Holiday in Seoul         | Tài xế taxi        |
| 1998 | First Kiss               | Khách mời          |
| 1999 | Love Wind Love Song      | Tae-hee            |
| 1999 | Nowhere to Hide          | Thám tử Kim        |
| 2000 | Anarchists               | Sergei             |
| 2001 | Friend                   | Lee Han Dong-su    |
| 2002 | 2009 Lost Memories       | Masayuki Sakamoto  |
| 2002 | The Coast Guard          | Private Kang       |
| 2004 | Cờ Thái cực giương cao   | Lee Jin-tae        |
| 2005 | Typhoon                  | Sin                |
| 2005 | Vô cực                   | Kunlun, nô lệ      |
| 2009 | Good Morning, President  | Cha Ji-wook        |
| 2010 | The Warrior's Way        | Yang               |
| 2011 | My Way                   | Kim Jun-sik        |
| 2012 | Dangerous Liaisons       | Xie Yifan          |
| 2013 | Friend: The Great Legacy | Dong-su, Khách mời |
| 2014 | No Tears for the Dead    | Gon                |
| 2017 | VIP                      | Park Jae-hyuk      |
| 2018 | Seven Years of Night     | Young-je           |
| 2018 | Rampant                  | Kim Ja-joon        |

### Phim truyền hình
| Năm  | Tựa đề                             | Vai             | Kênh |
| ---- | ---------------------------------- | --------------- | ---- |
| 1992 | Our Heaven                         |                 | MBC  |
| 1993 | Il Ji Mae                          | Iljimae         | MBC  |
| 1994 | Cú nhảy cuối cùng                  | Yoon Chul-jun   | MBC  |
| 1996 | Icing                              | Yoon Chan       | MBC  |
| 1997 | Medical Brothers                   | Kim Su-hyung    | MBC  |
| 1997 | Người mẫu                          | Lee Jung        | SBS  |
| 1997 | Myth of a Hero                     | Kim Tae-woo     | MBC  |
| 1998 | Ready Go!                          | Shin Ji-soo     | MBC  |
| 1998 | Love                               | Jung In-ha      | MBC  |
| 1999 | Springtime                         | Kang Hyun-woo   | MBC  |
| 1999 | Ghost                              | Jang Dae-hyup   | SBS  |
| 2000 | All About Eve                      | Yoon Hyung-chul | MBC  |
| 2012 | Phẩm chất quý ông                  | Kim Do-jin      | SBS  |
| 2018 | Suits                              | Choi Kyung-seo  | KBS  |
| 2019 | Biên niên sử Arthdal               | Ta Gon          | tvN  |
| TBA  | Once Loved You, Distressed Forever | Xu Zhi          |      |

## Giải thưởng và đề cử
| Năm  | Giải thưởng                           | Hạng mục                                              | Đề cử                   | Kết quả   | Nguồn          |
| ---- | ------------------------------------- | ----------------------------------------------------- | ----------------------- | --------- | -------------- |
| 1993 | MBC Drama Awards                      | Best New Actor                                        | Il Ji Mae               | Đề cử     |                |
| 1994 | 30th Baeksang Arts Awards             | Best New Actor (TV)                                   | The Last Match          | Đoạt giải | [ 86 ]         |
| 1997 | 18th Blue Dragon Film Awards          | Best New Actor                                        | Repechage               | Đoạt giải | [ 87 ]         |
| 1997 | 33rd Baeksang Arts Awards             | Most Popular Actor (TV)                               | Medical Brothers        | Đoạt giải | [ 88 ]         |
| 1997 | MBC Drama Awards                      | Top Excellence Award, Actor                           | Medical Brothers        | Đoạt giải |                |
| 1999 | 20th Blue Dragon Film Awards          | Best Supporting Actor                                 | Nowhere to Hide         | Đoạt giải | [ 89 ]         |
| 2000 | 37th Grand Bell Awards                | Best Supporting Actor                                 | Nowhere to Hide         | Đề cử     |                |
| 2000 | 21st Blue Dragon Film Awards          | Popular Star Award                                    | Anarchists              | Đoạt giải | [ 90 ]         |
| 2000 | MBC Drama Awards                      | Top Excellence Award, Actor                           | All About Eve           | Đề cử     |                |
| 2001 | 46th Asia-Pacific Film Festival       | Best Supporting Actor                                 | Friend                  | Đoạt giải | [ 91 ]         |
| 2001 | 22nd Blue Dragon Film Awards          | Popular Star Award                                    | Friend                  | Đoạt giải | [ 92 ]         |
| 2001 | 22nd Blue Dragon Film Awards          | Best Actor                                            | Friend                  | Đề cử     |                |
| 2002 | 23rd Blue Dragon Film Awards          | Best Actor                                            | The Coast Guard         | Đề cử     |                |
| 2003 | 40th Grand Bell Awards                | Best Actor                                            | The Coast Guard         | Đề cử     |                |
| 2003 | 2nd Korean Film Awards                | Best Actor                                            | The Coast Guard         | Đề cử     |                |
| 2004 | 40th Baeksang Arts Awards             | Best Actor (Film)                                     | Cờ Thái cực giương cao  | Đề cử     |                |
| 2004 | 41st Grand Bell Awards                | Best Actor                                            | Cờ Thái cực giương cao  | Đề cử     |                |
| 2004 | 25th Blue Dragon Film Awards          | Best Actor                                            | Cờ Thái cực giương cao  | Đoạt giải | [ 93 ]         |
| 2005 | 2nd Max Movie Awards                  | Best Actor                                            | Cờ Thái cực giương cao  | Đoạt giải | [ 94 ]         |
| 2006 | 43rd Grand Bell Awards                | Best Actor                                            | Typhoon                 | Đề cử     |                |
| 2007 | 15th Chunsa Film Art Awards           | Hallyu Arts Award                                     | —                       | Đoạt giải | [ 95 ]         |
| 2007 | Korea TV Advertising Festival         | Best Couple Award (với Soo Ae)                        | —                       | Đoạt giải | [ 96 ]         |
| 2007 | Korean Entertainment Industry Society | Star (Movie) Award                                    | —                       | Đoạt giải | [ 97 ]         |
| 2009 | 46th Savings Day                      | President's Commendation                              | —                       | Đoạt giải | [ 98 ]         |
| 2009 | 30th Blue Dragon Film Awards          | Best Actor                                            | Good Morning, President | Đề cử     |                |
| 2012 | 5th Style Icon Awards                 | Top 10 Style Icons                                    | —                       | Đoạt giải | [ 99 ] [ 100 ] |
| 2012 | 5th Style Icon Awards                 | Style Icon of the Year                                | —                       | Đoạt giải | [ 99 ] [ 100 ] |
| 2012 | SBS Drama Awards                      | Top 10 Stars                                          | Phẩm chất quý ông       | Đoạt giải | [ 101 ]        |
| 2012 | SBS Drama Awards                      | Top Excellence Award, Actor in a Weekend/Serial Drama | Phẩm chất quý ông       | Đoạt giải | [ 101 ]        |
| 2017 | 5th Marie Claire Asia Star Awards     | Actor of the Year                                     | VIP                     | Đoạt giải | [ 102 ]        |
| 2018 | 2018 Korea Best Star Awards           | Best Actor                                            | Seven Years of Night    | Đoạt giải | [ 103 ]        |
| 2018 | KBS Drama Awards                      | Top Excellence Award, Actor                           | Suits                   | Đề cử     |                |
| 2018 | KBS Drama Awards                      | Excellence Award, Actor in a Miniseries               | Suits                   | Đoạt giải | [ 104 ]        |